# Бузовое
Бузовое (укр. Бузове), село, 
Качаловский сельский совет,
Краснокутский район,
Харьковская область.
Код КОАТУУ — 6323581702. Население по переписи 2001 года составляет 33 (17/16 м/ж) человека.

## Географическое положение
Село Бузовое находится на расстоянии в 2 км от села Качаловка.
К селу примыкает село Шевченково.
По селу протекает пересыхающий ручей.

## История
- 1860 — дата основания.